# Operació Ivy

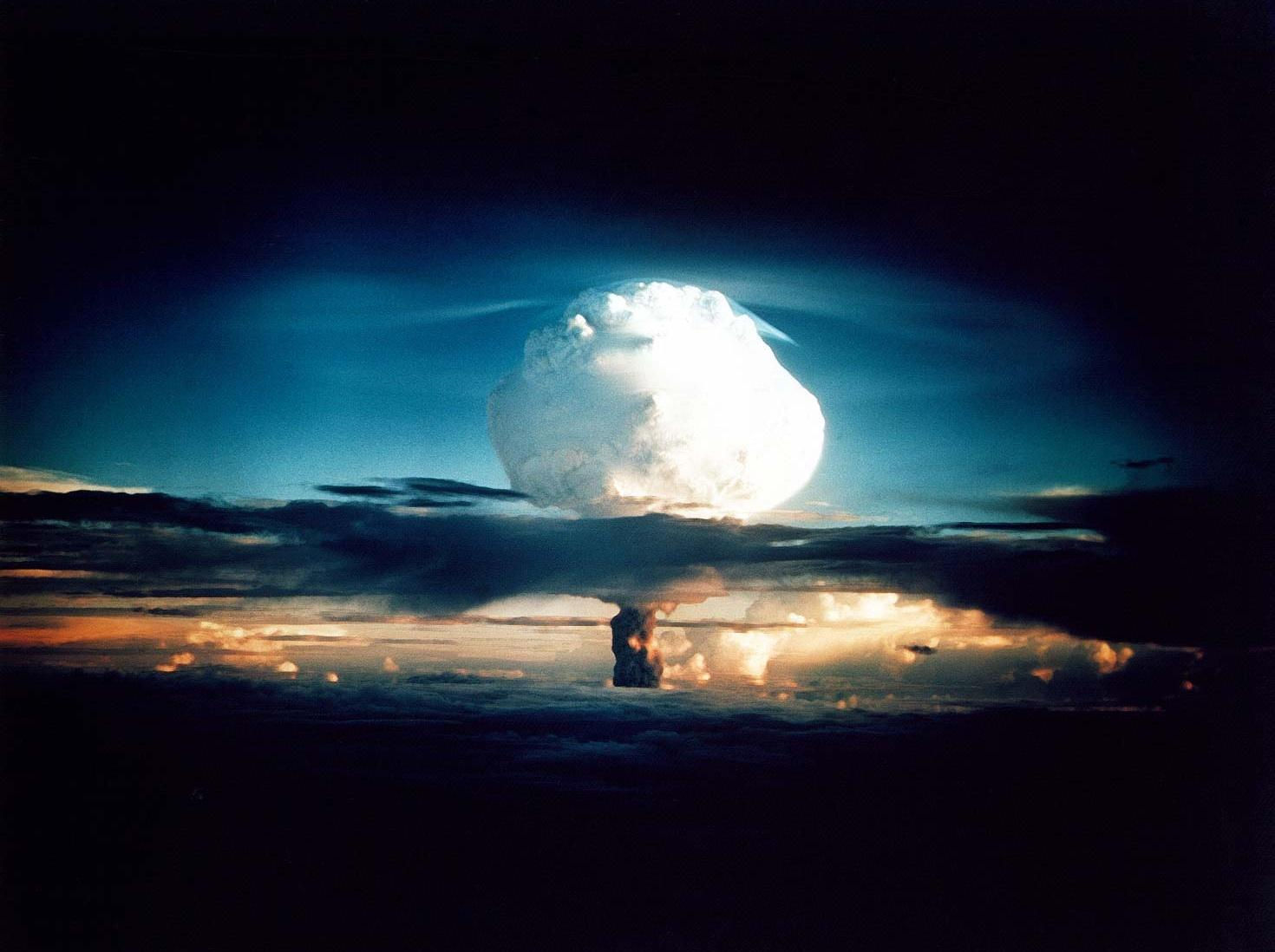
El núvol en forma de bolet de l'explosió Ivy Mike (la primera bomba d'hidrogen de la història)

L'Operació Ivy fou la vuitena sèrie de proves nuclears, composta per un parell de poderoses bombes atòmiques detonades pels Estats Units a finals del 1952. Les proves es dugueren a terme a l'atol d'Enewetak, a les Illes Marshall.
Fou precedida per l'Operació Tumbler-Snapper, i fou succeïda per l'Operació Upshot-Knothole.
Fou una de les operacions nuclears més polèmiques d'aquella època, tenint en compte que s'estava en la Guerra Freda, i les sèries de proves realitzades en anys anteriors —tret de Trinity— havien sigut molt poc conegudes i de poc poder.
Les dues proves detonades en l'Operació Ivy foren Ivy Mike, la primera bomba H de la història, i Ivy King, el dispositiu més gran que hagi utilitzat únicament el procés de fissió nuclear.
| Sobrenom de la prova | Data de la detonació          | Lloc | Rendiment                         | Observacions                            |
| -------------------- | ----------------------------- | --- | --------------------------------- | --------------------------------------- |
| Ivy Mike             | 10/1952                       | Illa d'Elugelab (l'explosió termonuclear provocà la seva vaporització completa), atol Enewetak (Illes Marshall) | 10,4 megatones (10.400 kilotones) | Primera bomba d'hidrogen de la història |
| Ivy King             | 11/1952, 23:30 (hora mundial) | Illa Runit, atol Enewetak, Illes Marshall                                                                       | 0,500 megatones (500 kilotones)   | Bomba de fissió més gran de la història |

## Ivy Mike, la primera bomba d'hidrogen
Ivy Mike fou la primera bomba termonuclear.
Es feu detonar a l'illot d'Elugelab, a l'atol Enewetak, el dia 31 d'octubre del 1952 a les 19:15 del 31 d'octubre (hora mundial) o 7:15 de l'1 de novembre del 1952 (hora local).
L'enorme explosió desintegrà l'illot i el bolet atòmic arribà fins a l'estratosfera.

## Ivy King, la major bomba atòmica de fissió
Ivy King fou la bomba de fissió més gran de la història. Es detonà el 16 de novembre del 1952 a les 11:30, hora local (o a les 23:30, hora mundial). La seva detonació es feu a l'aire, després de ser llançada per un bombarder B-36H.